# Kruszowica (obwód Wraca)
Kruszowica (bułg. Крушовица) – wieś w Bułgarii, w obwodzie Wraca, w gminie Mizija. W 2023 roku liczyła 1388 mieszkańców.